# Анисимов, Виктор Иванович (экономист)
Виктор Иванович Анисимов (1875—1920) — русский экономист, один из организаторов кооперативного движения в России.

## Биография
Родился 24 ноября 1875 года[по какому календарю?] в г. Кологрив Костромской губернии в семье земского статистика. По дугим данным он родился в Санкт-Петербурге 3 ноября 1875 года[по какому календарю?].
Окончил, сначала Московское Александровское коммерческое училище, затем — Новоалександрийский институт сельского хозяйства и лесоводства (1898); принимал участие в деятельности нелегального студенческого кружка по изучению марксистской литературы.
В 1898—1906 гг. служил статистиком и агрономом в Харьковской, Владимирской, Курской и Воронежской губернских земских управах. В апреле 1902 года был привлечён к ответственности за деятельность в «Северном рабочем союзе» и находился под гласным надзором полиции. Во время революции 1905—1907 годов был активистом Центрального Бюро содействия Всероссийского крестьянского союза; с 1906 года состоял членом Народно-социалистической партии; вёл агитационную работу в Москве и провинции.
В 1909 году начал читать лекции по экономической географии России в Московском коммерческом институте, а с 1910 года ещё и лекции по статистике на Кооперативных курсах при Народном университете А. Л. Шанявского, преподавал на сельскохозяйственных курсах Голицыной.
В. И. Анисимов был видным деятелем кооперации; председатель Комитета о сельских ссудо-сберегательных и промышленных товариществах при Московском обществе сельского хозяйства, участник всероссийских кооперативных съездов. Был сторонником коллективного крестьянского хозяйства и вёл последовательную критику столыпинской аграрной реформы. С 1912 года до конца жизни был членом редколлегии московского журнала «Кооперативная жизнь»; сотрудничал также в харьковском «Агрономическом журнале» и в петербургском журнале «Русское богатство».
С 1914 года — «оборонец».
После Февральской революции 1917 года вошёл в оргкомитет Народно-социалистической партии, в июне на 1-м съезде партии был избран членом ЦК. Был помощником товарища министра земледелия по продовольственному делу; 25 июля 1917 года министр продовольствия Временного правительства А. В. Пешехонов поручил ему заведовать особыми организационными, статистико-экономическими отделами и отделом по организации посевной площади и уборки урожая.
Выдвигался кандидатом на выборах в Всероссийское учредительное собрание, но выбран не был.
В 1918—1920 годах был помощником директора и членом Учёного совета Московского кооперативного института.
Умер от сыпного тифа 2 мая 1920 года в селе Белоомут Зарайского уезда Рязанской губернии.